# Frühere Verbreitung der Lehre
Frühere Verbreitung der Lehre (tib. bstan pa snga dar) bezeichnet in der tibetischen Geschichte den Zeitraum der ersten Missionierung Tibets zum Buddhismus, die in den Zeitraum von etwa dem 7. bis ins 9. Jahrhundert fällt.
Folgende buddhistische Persönlichkeiten werden dem Zeitraum zugerechnet:
- Sangshi (sang shi), 8. Jahrhundert, früher Übersetzer buddhistischer Schriften
- Ba Salnang (sba gsal snang), 8. Jahrhundert, einer der Sieben Auserwählten (sad mi mi bdun), der ersten sieben Mönche in Tibet
- Vairocana aus Pagor (pa gor bai ro tsa na). 8. Jahrhundert, früher Meister des tantrischen Buddhismus
- Lhalung Pelgyi Dorje (lha lung pal kyi rdo rje), 9. Jahrhundert, tötete den letzten tibetischen König Lang Darma
- Go Chödrub ('gos chos 'grub; Skt. Dharmasiddhi), 9. Jahrhundert; gest. 865, tibetischer Übersetzer buddhistischer Schriften